# Ragogna
Ragogna (friülà Ruvigne) és un municipi italià, dins de la província d'Udine. L'any 2007 tenia 3.015 habitants. Limita amb els municipis de Forgaria nel Friuli, Pinzano al Tagliamento (PN), San Daniele del Friuli.

## Fraccions
- San Giacomo (Vile), seu municipal
- Pignano (Pignan)
- San Pietro (Borc)
- Muris (Mures)
- Villuzza (Viluce)

## Administració
| Període | Identitat      | Partit        |
| ------- | -------------- | ------------- |
| 2004-   | Mirco Daffarra | Llista cívica |